# آن-کلر نیور
آن-کلر نیور (به انگلیسی: Anne-Claire Niver) (زاده ۵ مهٔ ۱۹۹۰) خواننده و ترانه‌سرا آمریکایی است.